# بيتر ديفيس (رجل أعمال)
بيتر ديفيس (بالإنجليزية: Peter Davis)‏ هو شخصية أعمال بريطاني، ولد في 23 ديسمبر 1941 في تشيشير في المملكة المتحدة.